# Eilema suspecta
Eilema suspecta är en fjärilsart som beskrevs av De Toulgoët 1960. Eilema suspecta ingår i släktet Eilema och familjen björnspinnare. Inga underarter finns listade i Catalogue of Life.